# Johann Samuel Fuchs
Johann Samuel Fuchs (1770-1817) est un enseignant et un écrivain du royaume de Hongrie qui fut surintendant de l'Église protestante de Galicie et de Bucovine.

## Biographie
Membre de la famille Fuchs, Johann Samuel Fuchs naît en 1770 à Lőcse, aujourd'hui Levoča en Slovaquie, dans le comté de Szepes du royaume de Hongrie. Diplômé du lycée évangélique de sa ville natale, il étudie ensuite un an à Debrecen, y apprend le hongrois puis est rhéteur au lycée évangélique de Pozsony. Il s'installe ensuite en 1790 et pour deux ans dans le Grand-duché de Saxe-Weimar-Eisenach et étudie à Université d'Iéna la théologie, la rhétorique et la philosophie. Il eut, entre autres, comme professeurs Johann Jakob Griesbach, Karl Leonhard Reinhold et Christian Gottfried Schütz.
Fuchs retourne dans le comté de Szepes en 1792 où il est tuteur à Késmárk chez la famille Szirmay. Il devient en 1796 recteur d'un établissement d'enseignement pour nobles protestants et professeur de mathématiques, de langues classiques et de philosophie au lycée de Lőcse. 
En 1809, Fuchs est nommé prédicateur de l'église protestante de Késmárk et directeur de l'école primaire. Il est appelé en juin 1812 à prendre la place de Samuel Bredetzky comme pasteur et protecteur du diocèse galicien de Lviv puis devient la même année le surintendant de l'Église protestante de Galicie et de Bucovine. Il décède à seulement 46 ans en 1817 à Lviv.
Il était marié et père de huit enfants dont l'ingénieur autrichien Wilhelm Fuchs (de). Il est l'oncle de Rudolf Fuchs.

## Écrits
- Institutiones logicae, usibus scholasticae juventutis accomodatae, Lőcse, 1800
- Elementa juris naturae[1], Lőcse, 1803
- Voyage dans les Carpates ( „Reise nach den Karpathen“) (1811)
- Sur la culture du safran, une industrie peu utilisée en Hongrie („Ueber den Safranbau, als einen in Ungern noch beynahe gar nicht benutzten Erwerbszweig“ ) (1804)
- Appel à la construction de granges dans le sud de la Hongrie („Aufforderung zur Errichtung von Scheunen im südlichen Ungern“) (1804)

## Sources
- Constantin von Wurzbach : Fuchs, Johann Samuel InBiographisches Lexikon des Kaiserthums Oesterreich, Vierter Teil, Vienne, 1858
- Jakob Glatz : Biographische Nachrichten über inländische Gelehrte. In : Intelligenzblatt der Annalen der Literatur und Kunst in dem Oesterreichischen Kaiserthume, Jahrgang 1811, Zweiter Band. Anton Doll, Vienne, 1811
- József Szinnyei: Magyar írók élete és munkái III. (Fa–Gwóth), Hornyánszky, Budapest,1894.